# HMS Flamingo (L18)
Pour les articles homonymes, voir HMS Flamingo.
Le HMS Flamingo est un sloop britannique, de la classe Black Swan, qui participa aux opérations navales contre la Kriegsmarine (marine Allemande) pendant la seconde Guerre mondiale.

## Construction et conception
Sa pose de la quille est effectuée le 26 mai 1938 dans le chantier naval de Yarrow Shipbuilders à Scotstoun dans la région de Glasgow en Écosse, il est lancé le 18 avril 1939 et mis en service le 3 novembre 1939 .
Il a été adopté par la communauté civile de Runcorn dans le Cheshire dans le cadre de la Warship Week (semaine des navires de guerre) en 1942.
La classe Black Swan était une version allongée des sloops antérieurs de la classe Egret. L'armement principal se composait de six canons antiaériens QF 4 pouces Mk XVI dans trois tourelles jumelles, avec la quatrième tourelle de 4 pouces de la classe Egret supprimée pour permettre l'ajout d'un quadruple canons 2 livres pom-pom courte portée antiaérien. L'armement anti-sous-marin se composait de lanceurs de charges de profondeur avec 40 charges de profondeur transportées ,.

## Historique

### Service dans la Royal Navy
En 1940, Flamingo entreprend des tâches de protection des convois en mer du Nord. En avril de la même année, il exerce des fonctions d'appuis d'opérations militaires en Norvège. Le mois suivant, il est muté pour des tâches de sécurité en Méditerranée.
Le 21 septembre, à 3h12, le pétrolier britannique Invershannon est torpillé et coulé par le sous-marin allemand U-99 à 480 milles marins à l'ouest de Bloody Foreland à la position géographique de 55° 40′ N, 22° 04′ O. 17 survivants sont ensuite récupérés par le HMS Flamingo' et 15 survivants sont récupérés par le chalutier britannique armé pour la lutte anti-sous-marine HMS Fandango.
Il prend plus tard des fonctions d'escorte de convois en mer Rouge.
En avril 1941, il est transféré à la Mediterranean Fleet (flotte méditerranéenne) et est endommagé en décembre 1941 par une attaque aérienne, alors qu'il soutient des opérations militaires à Tobrouk.
En 1942 et 1943, il subit des réparations et est remis en service à Bombay en janvier 1944 pour des essais. Il exerce ensuite des fonctions de défense de convois dans l'océan Indien et reste au sein de la British Pacific Fleet (flotte britannique du Pacifique). En 1945, il soutient des opérations militaires lors du débarquement à Myebon, dans le cadre de la campagne de Birmanie. En mai 1945, Il retourne au Royaume-Uni pour une remise en état.
Après la guerre, il est placé en réserve, avant d'être remis en service dans le golfe Persique jusqu'en 1949. Cela implique le retrait de l'équipement anti-sous-marin sur la zone à l'arrière du navire, qui est remplacé par un nouveau pont . Il reçoit également un nouveau numéro de fanion F18. Il y sert jusqu'en 1955, date à laquelle il retourne à Devonport et est inscrite sur la liste de mise à disposition.

### Service dans la marine d'Allemagne de l'Ouest
En 1957, l'Allemagne de l'Ouest achète sept escortes, dont le HMS Flamingo pour sa nouvelle Bundesmarine. Après avoir été refait par Vickers-Armstrongs (constructeurs navals) à Hebburn-on-Tyne, il est remis à la Bundesmarine le 21 janvier 1959 et est renommé Graf Spee . Il est utilisé comme navire-école de cadets et est armé de six canons Bofors, à la place de l'armement double de 4 pouces.
Il est basé à Kiel et reste opérationnel jusqu'en 1964.